# Hans-Henrik von Essen
För andra betydelser, se Hans Henric von Essen.
Hans-Henrik August von Essen, född 21 januari 1873 i Stockholm, död där 31 januari 1923, var en svensk friherre och diplomat.
Hans Henrik von Essen var son till greve Hans Henrik von Essen och grevinnan Augusta Adelaide Emilie Jaquette Gyldenstolpe samt svåger till Fredrik Ramel.
von Essen kom i diplomattjänst 1900, blev legationssekreterare i Kristiania 1906, legationsråd i Berlin 1908, ministre plénipotentiaire en mission spéciale i Berlin, Dresden, Karlsruhe, München och Stuttgart 1917 samt han hade samma mission i Tyska riket 1919. 1920-1923 var han envoyé i Tyskland och var 1921 delegerad vid förhandlingarna om handelsavtal med Tyskland.
På Südwestkirchhof i Stahnsdorf utanför Berlins återfinns  Dianatemplet, där Hans-Henrik von Essen ursprungligen gravsattes. Hans-Henrik von Essen kom senare att begravas på Protestantiska kyrkogården i Rom.
Han var gift med Toinon Guttman från Tyskland.

## Utmärkelser

### Svenska utmärkelser
- Kommendör av första klassen av Nordstjärneorden, 6 juni 1919.[2]
- Riddare av Nordstjärneorden, 6 juni 1910.[2]
- Kommendör av andra klassen av Vasaorden, 6 juni 1917.[2]

### Utländska utmärkelser
- Kommendör av andra klassen av Badiska Zähringer Löwenorden, 1908.[2]
- Riddare av Franska Hederslegionen, 1903.[2]
- Kommendör av andra klassen av Norska Sankt Olavsorden, 4 juli 1908.[2]
- Riddare av fjärde klassen av Preussiska Kronorden, 1903.[2]
- Storofficer av Rumänska kronorden, 1912.[2]

### Uppslagsverk
- Svensk uppslagsbok. Malmö 1931.
- Adelskalendern 1923